# 平澤宏宏路
平澤宏宏路（日语：／ Hirasawa Kokoro，2007年9月21日—）是日本女演員，出生於日本東京都，所屬事務所為研音。

## 經歷
平澤於2009年（平成21年）在QBB奶酪的廣告中以童星身份首次參演，並在2011年（平成23年）正式以參與電視劇《風をあつめて》而出道，其電影處女作則為同年的《吉祥寺的朝比奈君》，當時年僅3歲的她在活動範圍不斷擴大的情況下，出演了《江～公主們的戰國～》、《惡夢小姐》、《無名毒》、《Limit 界限》等電視劇作品 。
2013年（平成25年），平澤因出演電影《貞子3D2》飾演安藤凪一角而受到關注。2020年，擔任吉卜力工作室首部3D動畫作品《安雅與魔女》中女主角安雅的聲優。
2022年10月（令和4年），平澤出演於Amazon Prime Video配信的特攝網路劇《假面騎士BLACK SUN》，並在劇中飾演女主角和泉葵。

## 出演作品

### 電視劇
- 風をあつめて（日语：風をあつめて (テレビドラマ)）（2011年2月11日、NHK総合） - 浦上杏子（幼少期） 役
- 全開女孩 第3話（2011年7月25日、富士電視台）
- 花樣少年少女 第5話（2011年8月7日、富士電視台）
- 大河劇（NHK）
  - 江～公主們的戰國～ 第39話（2011年10月2日） - 和（幼少期） 役
  - 平清盛 第36話（2012年9月16日） - 花子（幼少期） 役
- 特命戰隊Go Busters（2012年2月26日 - 2013年2月10日、朝日電視台） - 宇佐見洋子（幼少期） 役[4]
- 初戀 第5話（2012年6月19日、NHK） - 雪村可奈 役[5]
- 青蛙公主 最終話（2012年6月21日、富士電視台） - 井坂忠子（幼少期） 役
- 走馬燈株式會社（日语：走馬灯株式会社#テレビドラマ） 第1話（2012年7月16日、TBS）
- 死亡、她和我（日语：死と彼女とぼく#テレビドラマ）（2012年9月21日、朝日電視台）
- 惡夢小姐（2012年10月13日 - 12月22日、日本電視台） - 武戸井彩未（幼少期） 役
- 新・超異象之謎（日语：ネオ・ウルトラQ） 第7話（2013年2月23日、WOWOW） - 波多野摩耶 役
- 紅色靈車系列 31（日语：赤い霊柩車シリーズ）（2013年4月19日、富士電視台） - 岡田香織 役
- 猫弁與透明人間（日语：猫弁#テレビドラマ）（2013年4月22日、TBS） - 田部井鈴 役[6]
- 美食物語她的親打町（日语：たべものがたり 彼女のこんだて帖） 第9話（2013年5月12日、NHK BS頻道） - 山根麻衣（幼少期） 役
- 無名毒 第1話 - 第5話（2013年7月8日 - 8月5日、TBS） - 梶田聰美（幼少期） 役[7]
- 歌舞伎華之戀（2013年7月18日 - 9月19日、TBS） - 千葉綾芽（幼少期） 役[8]
- Limit 界限 第5話 - 最終話（2013年8月9日 - 9月27日、東京電視台） - 矢神真實子 役
- 奧林匹克的贖金（日语：オリンピックの身代金 (奥田英朗)#テレビドラマ）（2013年11月30日 - 12月1日、朝日電視台） - 落合有美（幼少期） 役
- The love Eve（日语：恋するイヴ）（2013年12月24日、日本電視台） - 千宏 役
- 最後的職業（2014年1月12日、朝日電視台）
- 天誅：暗之處刑人（日语：天誅〜闇の仕置人〜） 第1・7話（2014年1月24日・3月7日、富士電視台） - 村田由佳里（幼少期） 役
- MOZU（TBS / WOWOW） - 明星杏珠 役
  - Season1〜百舌吶喊的夜晚〜 第1話（2014年4月10日）
  - Season2〜幻之翼〜 第1話（2014年6月22日）
- 即使弱也會得勝 第1話 - 第9話（2014年4月12日 - 6月7日、日本電視台） - 樽見柚子（6歳） 役
- 潘多拉~永遠的生命~（日语：パンドラ (テレビドラマ)#パンドラ〜永遠の命〜）（2014年4月27日、WOWOW） - 美紀 役
- 吃飯睡覺的兩個人，生活的兩個人（日语：喰う寝るふたり 住むふたり#テレビドラマ） （2014年5月13日 - 6月17日、NHK BS） - 紗奈 役
- 警視廳搜查一課9係 第九季 第7話（2014年8月20日、朝日電視台） - 水川博美（幼少期） 役
- 三島屋變調百物語（日语：三島屋変調百物語#テレビドラマ） 第3話（2014年9月13日、NHK BS頻道） - 大千香（幼少期） 役
- 信長協奏曲 第2話（2014年10月20日、富士電視台） - 歸蝶（幼少期） 役
- 今天不上班（2014年10月22日 - 12月17日、日本電視台） - 笹野沙耶香 役
- 秀逗小護士 再会編（2014年11月1日、富士電視台）
- 某某妻（2015年1月14日 - 3月18日、日本電視台） - 河西成美 役
- Second Love（2015年2月6日 - 3月20日、朝日電視台） - 野口綾子（幼少期） 役
- 那一年我們談的那場戀愛（2016年1月18日 - 3月21日、富士電視台）- 杉原音（幼少期）役
- 医生调查班~揭露医疗事故的黑暗~（2016年4月22日 - 6月3日、東京電視台） - 琴塚四津葉 役
- 初次見面，我愛你（2016年7月14日 - 9月15日 朝日電視台） - 不破明日香 役
- 超人力霸王Orb 第5話（2016年8月6日、東京電視台） - 優香 役
- 都廳爆破！（日语：都庁爆破!）（2018年1月2日、TBS）- 本郷朝美 役
- 海月姫 （2018年1月15日 - 3月19日、富士電視台） - 倉下月海（幼少期） 役
- 世界奇妙物語 「未知森林」（2019年6月8日、富士電視台） ‐ 長田遙子（少女期）役
- I SHARED MY HUSBAND（日语：わたし旦那をシェアしてた）（2019年7月4日 - 9月5日、読賣電視台・日本電視台） - 森下沙紀 役
- 你不覺得說博多方言的女孩子很可愛嗎？（日语：博多弁の女の子はかわいいと思いませんか?）（2019年7月19日、福岡放送） - 博多乃麵子 役
- 抓狂一族 第5發・第8發・第9發・第11發（2020年5月9日・8月28日・9月4日・18日、東京電視台）- 西川法子 役
- 東京地方檢察廳的男子（日语：東京地検の男）（2021年3月24日、朝日電視台） - 東丸真由美 役
- 搖曳露營△2（2021年6月3日 - 6月10日、東京電視台） - 一宮遙香 役
- 重生 緩刑官深谷善輔（日语：生きて、ふたたび　保護司・深谷善輔） （2021年11月28日 - 2022年1月23日、NHK BS Premium）- 三井史織 役
- 無聊住宅區的所有房屋（日语：つまらない住宅地のすべての家#テレビドラマ）（2022年10月10日 - 11月16日、NHK綜合）- 長谷川千里 役
- Last Man-全盲搜查官- 第5話（2023年5月21日、TBS）- 中道雲母 役
- DIY!!-Do It Yourself-（2023年7月5日 - 8月30日、MBS）- 日蔭匠 役
- 真夏的灰姑娘 第5話（2023年8月7日、富士電視台）- 佐藤秋香 役
- 暗黑郵差 第6話・最終話（2023年9月22日 - 29日、東京電視台）- 杉原凛 役
- 沒有暖桌的家（2023年10月18日 - 12月20日、日本電視台）- 原木田玲良 役
- 特搜9 season7 第3話（2024年4月17日、朝日電視台）- 平花鈴 役
- 高杉家的愛心便當（2024年10月3日 - 12月5日、日本電視台）- 高杉久留里
- DOPE 麻藥取締部特搜課（2025年7月4日 - 、TBS）- 葛城莉子

### 網路劇
- 假面騎士BLACK SUN（2022年10月28日 、Amazon Prime Video） - 和泉葵 役[9]

### 電視動畫
- 安雅與魔女（2020年12月30日、NHK） - 主演・安雅 役[10][11]

### 動畫電影
- 閣樓的拉傑（2023年12月15日、東寶） - ジュリア 役[12]

### 電影
- 吉祥寺的朝比奈君（日语：吉祥寺の朝日奈くん）（2011年11月19日、アステア / スローラーナー） - 山田遠野 役
- 圖書館戰爭（2013年4月27日、東寶）
- 貞子3D2（2013年8月30日、角川書店） - 安藤凪 役[13][14][15]
- Drive in蒲生（2014年8月2日、コピアポア・フィルム） - 岸本亞希子 役[1][16]
- Pikanchi Life Is Hard Dakara Happy（日语：ピカ☆★☆ンチ LIFE IS HARD たぶん HAPPY）（2014年8月1日、J_Storm） - 美香 役
- 戀愛魔法奇蹟（日语：MIRACLE デビクロくんの恋と魔法）（2014年11月22日、東寶 / Asmik Ace） - 栗田愛實 役
- 尋找心樂章（日语：マエストロ (漫画)#映画）（2015年1月31日、松竹 / アスミック・エース） - 橘天音（幼少期） 役
- 劇場版 MOZU（2015年11月7日、東寶） - 明星杏珠 役
- 劇場版 超人力霸王Orb 絆之力，請借我一用吧！（2017年3月11日、松竹） - 優香 役
- 乒乓情人夢（2017年10月21日、東寶） - 富田多滿子（幼少期）役
- BLEACH 死神代行篇（2018年7月20日、日本華納兄弟） - 黒崎遊子 役
- 元氣人生（日语：体操しようよ）（2018年11月9日、TOKYU RECREATION CO., LTD） - 中野詩織 役
- 我的虎斑貓爸爸（日语：トラさん#実写映画）（2019年2月15日、博報堂DY音樂與電影股份公司） - 高畑實優 役
- Flight on the Water（日语：水上のフライト）（2020年11月13日、KADOKAWA） - 杉下里奈 役
- 星空之外的國度（日语：星空のむこうの国#2021年版）（2021年7月16日、Phantom Film） - 森夏美 役[17]

### 綜藝節目
- 孫のためのJBナイツ（日语：孫のためのJBナイツ）（トゥエルビ、2014年10月17日 - 2015年9月25日）
- で〜きた（日语：で〜きた）（2016年4月5日-､ NHK教育頻道） -ひらさわきなり 役，與田代輝、星流共演。

### CM
- ROKKO BUTTER CO.,LTD QBBチーズ（2009年）
- 龜甲萬 うちのごはん
- 可爾必思
- 萬代 アンパンマン カラーパソコン
- 達斯金有限公司 ミスタードーナツ（2012年）
- 花王
  - ハミングフレア柔軟精（2013年2月 - ）
  - キュキュットハンドビューティー（2013年10月 - 與瀨戶朝香共演。）
- Theatre_Academy（2013年）
- AXA 直接人壽保險（日语：アクサダイレクト生命保険）（2013年）
- 東京瓦斯 家族の絆（2013年，與新井美羽（日语：新井美羽）共演。}}
- 技術網絡（日语：テクノロジーネットワークス） ZAQ（2014年3月 - ）
- 味滋康（日语：ミツカン） すし酢（2014年3月 - 4月，與安田成美、三谷翔太共演。}}
- 日本勞動組合總聯合會（2014年4月 - ）
- Oriental_Land 東京迪士尼度假區 ワンス・アポン・ア・タイム（2014年5月 - ）
- 日本麥當勞 快樂兒童餐（2014年11月 - ）
- 青木控股AOKI（日语：ホールディングス） 防風・はっ水コート（2014年12月 - ）

### 代言廣告
- Takii & Co., Ltd
- PINOCCHIO
- 花王
- 大發工業 カフェプロジェクト
- 全國米菓工業組合
- 学研エデュケショーナル 学研教室

## 外部連結
- 所属事務所の公式プロフィール（研音） （页面存档备份，存于）
- HIA:ホリプロ・インプルーブメント・アカデミー （页面存档备份，存于）
- 平澤宏宏路的X（前Twitter）
- クランクイン！人物情報 （页面存档备份，存于）